# Hiéroglyphe égyptien S32
La pièce de tissu frangée, en hiéroglyphes égyptiens, est classifiée dans la section S « Couronnes, vêtements, sceptres, etc. » de la liste de Gardiner ; cet hiéroglyphe y est noté S32.

## Représentation
Il représente une pièce rectangulaire d'étoffe plus ou moins décorée de motifs et frangée en cascade d'un côté. La proportion de frange par rapport à l'étoffe peut être très variable. Il est translittéré sjȝ ou sjȝ.t.

## Utilisation
| S32 · t | / | s | i | A | t · S32 |

| S32 · t | / | s | i | A | t · S32 |

| s | A | S32 | A2 |

| s | A | S32 | A2 |